# Tom Harrell
Tom Harrell (16 juni 1944 i Urbana Illinois) er en amerikansk trompetist, flygelhornist, komponist og arrangør.
Harrell hører til sin generations store trompetister. Han kom frem i Stan Kentons bigband (1969). 
Han spillede så med Woody Herman (1970-1971) og derefter med Horace Silvers gruppe i en længere periode (1973-1977).
Harrell har ligeledes spillet med Mel Lewis bigband, Lee Konitz, George Russell, Phil Woods, Steve Swallow, Bill Evans, Dizzy Gillespie, Art Farmer, Charlie Haden, Lionel Hampton, Joe Lovano og Bob Brookmeyer.
Harrell har ligeledes udgivet en lang række plader med sine egne grupper igennem tiden.